# مايكل ستوكتون
مايكل ستوكتون (بالإنجليزية: Michael Stockton)‏ مواليد 7 مايو 1989 في سبوكين، هو لاعب كرة سلة أمريكي. بدأ مسيرته الاحترافية في سنة 2011. يبلغ طوله 6 قدم 1 بوصة (1.9 م).

## المسيرة الاحترافية
لعب مع نيكار ريزن لودفيغسبورغ في الدوري الألماني من سنة 2013 إلى 2015، ثم لعب مع كانتون شارج في موسم 2015–2016، ثم لعب مع نادي أفتودور ساراتوف لكرة السلة في موسم 2016–2017.

## روابط خارجية
- مايكل ستوكتون على موقع سبورتس رفرنس (الإنجليزية)
- مايكل ستوكتون على موقع كرة السلة الأوروبية.كوم (الإنجليزية)
- مايكل ستوكتون على موقع ريلجم (الإنجليزية)
- مايكل ستوكتون على موقع بروبوليرز (الإنجليزية)
- مايكل ستوكتون على موقع سبورتس رفرنس (الإنجليزية)
- مايكل ستوكتون على موقع سبورتس رفرنس (الإنجليزية)